# دنیا (فیلم ۲۰۰۵)
دنیا (انگلیسی: Dunia) فیلمی در ژانر درام به کارگردانی جوسلین صعب است که در سال ۲۰۰۵ منتشر شد. از بازیگران آن می‌توان به حنان ترک و محمد منیر اشاره کرد.